# Estrus/Outside Space
Estrus/Outside Space è un singolo a 45 giri pubblicato da John Frusciante, uscito nel 1997. Il vinile fu stampato in sole 500 copie, sotto la cura dell'etichetta Birdman Recordings.
La prima canzone del disco, Estrus, era già stata pubblicata come ultima nel disco Smile from the Streets You Hold. Le due versioni differiscono principalmente per la tonalità e per il fatto che nell'album la canzone si intitola Estress.
Il lato B del disco si intitola Outside Space e rappresenta la versione lunga ed intera di un frammento già presente nella canzone Mascara, contenuta nel precedente disco Niandra LaDes and Usually Just a T-Shirt.

## Tracce
Lato A
- Estrus - 2:15

Lato B
- Outside Space - 6:27